# Longzihu
Longzihu (chiń. upr. 龙子湖区; chiń. trad. 龍子湖區; pinyin Lóngzihú Qū) – dzielnica miasta Bengbu w prowincji Anhui we wschodnich Chińskiej Republice Ludowej. Liczba mieszkańców dzielnicy, w 2010 roku, wynosiła 243123.